# Fidel André

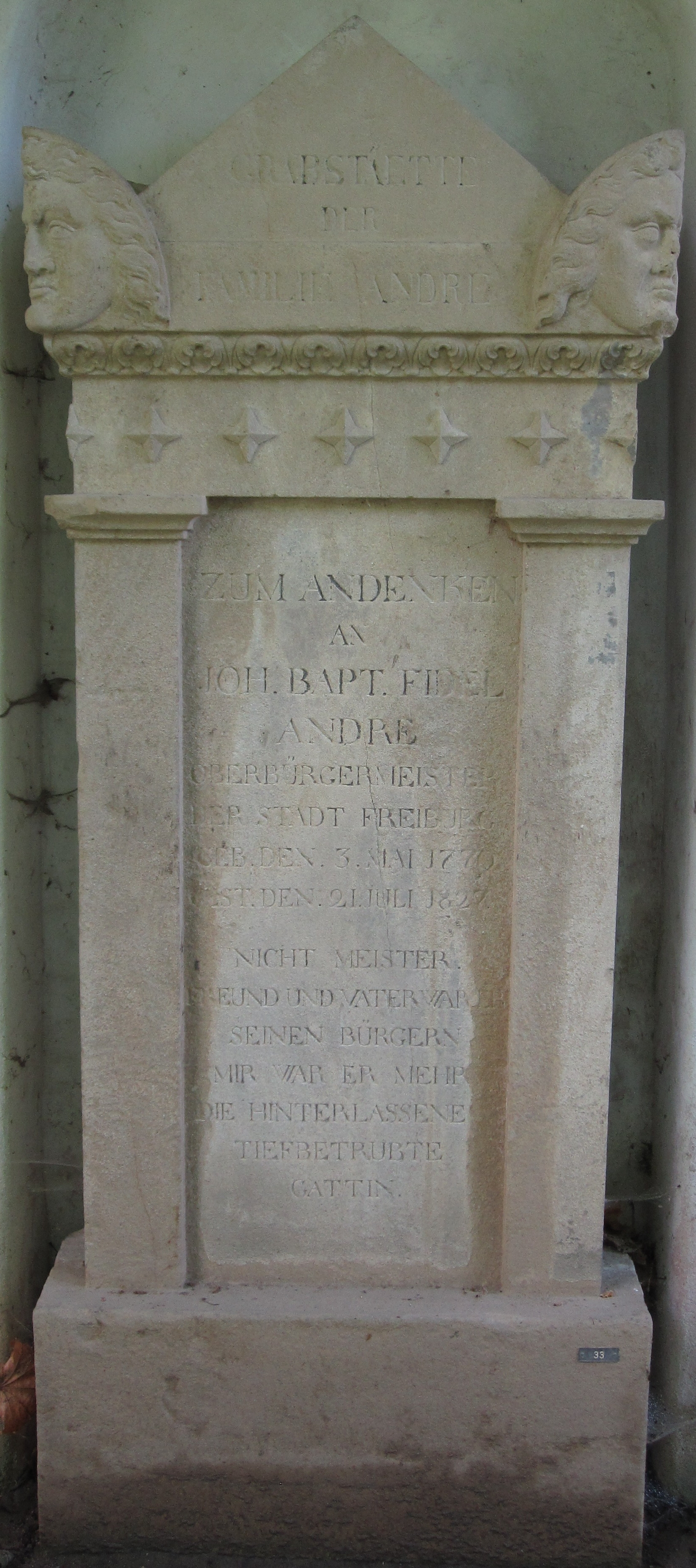
Grabstein auf dem Alten Friedhof in Freiburg im Breisgau

Fidel André (* 3. Mai 1770; † 22. Juni 1827 in Freiburg im Breisgau) war ein deutscher Politiker und von 1824 bis 1827 Oberbürgermeister von Freiburg.

## Leben
Am 28. April 1824 wählten die Freiburger Zünfte Fidel André als Nachfolger von Johann Josef Adrians zum Oberbürgermeister. André war Mitinhaber der Eisenwarenhandlung André und Kuenzer, die auf der Kartause und an dem Staig zwei Eisenwerke betrieb.
In die Amtszeit Andrés fällt die Gründung der aus der Beurbarungsgesellschaft hervorgegangenen Städtischen Sparkasse, des Freiburger Kunstvereins und der Gesellschaft zur Beförderung der Geschichtskunde, aus der später der Freiburger Geschichtsverein Schau-ins-Land entstand.
1825 war Fidel André auch Abgeordneter in der Zweiten Kammer der badischen Ständeversammlung.
André starb unerwartet am 22. Juni 1827.